# Бумбар
«Бумбар» (серб. Бумбар, буквально — «Шмель») — сербский противотанковый ракетный комплекс, поступивший на вооружение с 2011 года.

## Описание
Противотанковый ракетный комплекс с ракетами класса «земля-земля» предназначен для уничтожения вражеской бронетехники и укреплений в условиях городского боя. Очень похож по внешнему виду на французский ПТРК ERYX. Поражает цели на расстоянии от 50 до 1000 м, не засекается какими-либо радарами. Ракета пролетает 600 м за 4,6-4,8 секунд, пробивает броню толщиной 1000 мм под прямым углом.

## Технические характеристики
- Скорость полёта: 600 м за 4,6-4,8 с
- Бронепробиваемость: до 1000 мм (гомогенной брони по нормали к поверхности)
- Дальность полёта: 1000 м
- Низкое отклонение при стрельбе
- Возможности вести огонь из закрытых пространств
- Возможна стрельба ночью
- Масса ракеты: 14 кг
- Калибр вторичной боеголовки: 55 мм